# Шапіро Анатолій Павлович
Шапіро Анатолій Павлович (18 січня 1913, Костянтиноград — 8 жовтня 2005, Нью-Йорк) — учасник Другої світової війни, командир окремого стрілецького батальйону 100-ї стрілецької дивізії, учасник визволення концентраційного табору Аушвіц 27 січня 1945 року. Герой України. 

## Біографія
Закінчив середню школу, 1934 року інженерно-педагогічний інститут у Запоріжжі по фаху інженера-технолога. У 1935 році мобілізований до лав Червоної армії, після однорічних курсів у навчальному радіо-батальйоні Харківського військового округу, отримав звання молодшого лейтенанта; після демобілізації працював за фахом в Запоріжжі і Дніпропетровську.
У жовтні 1941 року добровольцем пішов на фронт. Лейтенант Шапіро почав війну в Мінеральних Водах — командиром взводу зв'язку 76-ї морської стрілецької бригади. Восени 1941 року батальйону доручено вибити німців з «п'ятачка» на іншому березі річки Мостриці, під селищем Мостове.
Незабаром Шапіро призначили заступником командира стрілецького батальйону, через місяць — командиром батальйону. Воював на Північному Кавказі, брав участь у оборонних боях на Кубані, визволяв міста Туапсе і Ростов-на-Дону, був у боях в районі Таганрога, на річці Міус 1942 року. В липні 1943 року воював на Курській дузі, під Прохорівкою був поранений та потрапив до шпиталю. Після одужання був направлений у 30-ту Іркутську дивізію командиром батальйону, потім у 100-ту стрілецьку дивізію 106-го стрілецького корпусу, також комбатом. Брав участь у форсуванні Дніпра, звільненні Польщі, у тому числі Освенцима та Чехословаччини.
У найбільший табір фабрики смерті Аушвіц-Біркенау батальйон майора Анатолія Шапіро увірвався 27 січня 1945 року. Тут воїни побачили ціле «місто» з сотень довгих бараків і двоповерхових блоків, гори пакунків з волоссям, безліч трупів, живих в'язнів-скелетів, що ледве рухалися, руїни 4 підірваних крематоріїв і газових камер, гори попелу. В таборах стояв трупний сморід.
Війну майор Анатолій Шапіро закінчив у Празі. До демобілізації виконував обов'язки старшого помічника начальника штабу 65-ї армії; під час війни був поранений і контужений.
Нагороджений 20 орденами і медалями. У 1947 році Шапіро демобілізувався. Працював на підприємствах Запоріжжя, на будівництві Куйбишевської ГЕС, в Сибіру і Калінінграді.
1992 року переїхав до США, жив в Нью-Йорку. Брав активну участь в роботі ветеранських організацій, зустрічався з молоддю, в'язнями Голокосту, опублікував багато статей та книг.
У січні 2005 року польський уряд нагородив Шапіро високим Орденом Офіцерської честі.
У травні 2005 року, до 60-річчя перемоги над нацистською Німеччиною, вийшла остання книжка А. П. Шапіро «Зловісний марафон».
21 вересня 2006 р. Президент України Віктор Ющенко підписав указ [Архівовано 28 вересня 2020 у Wayback Machine.] про присвоєння Анатолію Шапіро посмертно звання «Герой України» з удостоєнням ордена «Золота Зірка».

## Вшанування пам'яті
- 9 травня 2008 року у місті Запоріжжя на будинку №191 по вул. Соборній, де він працював з 1939 по 1941 рр., було відкрито меморіальну дошку Анатолію Шапіро.

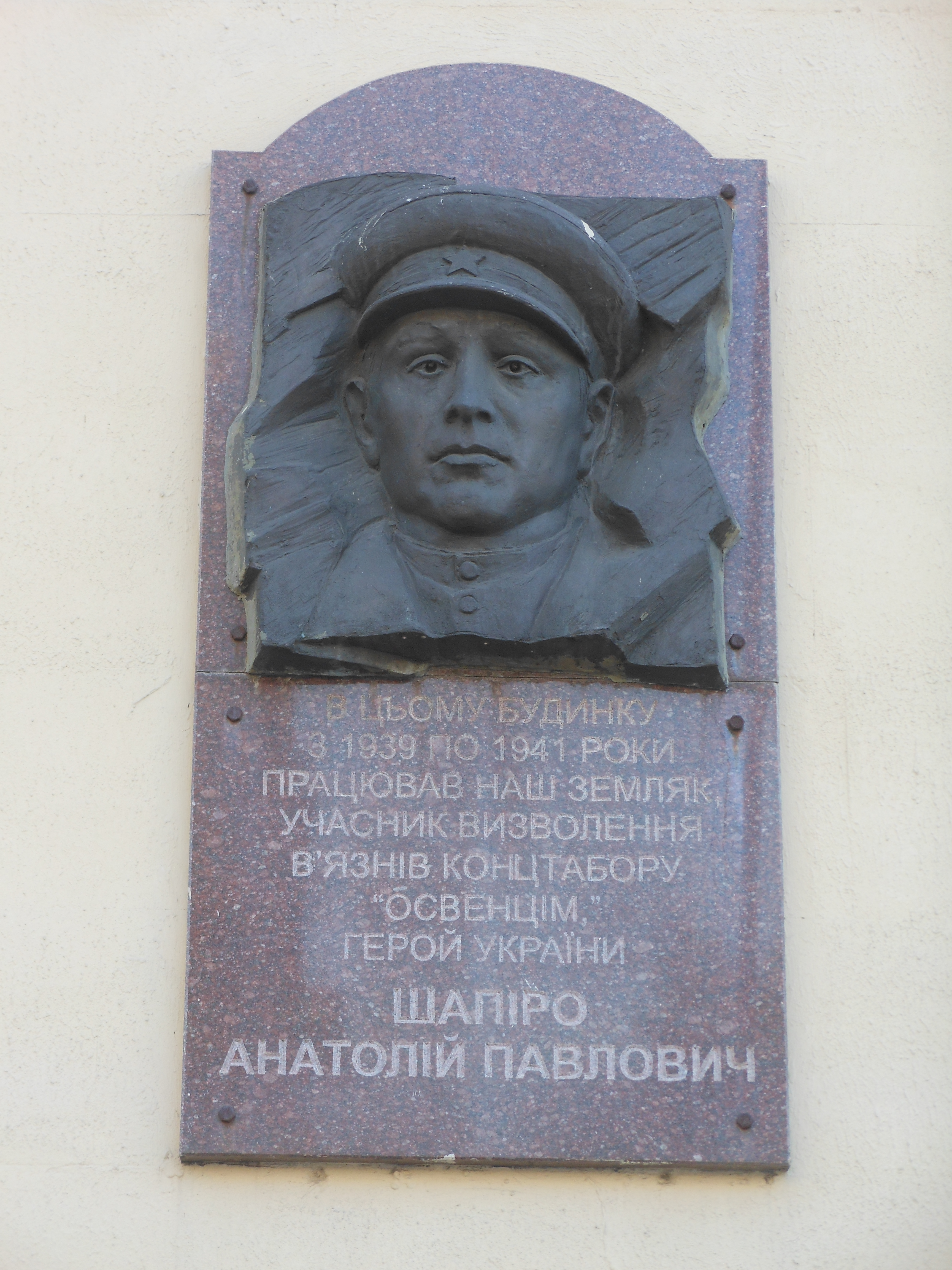
Меморіальна дошка Шапіро А..П.
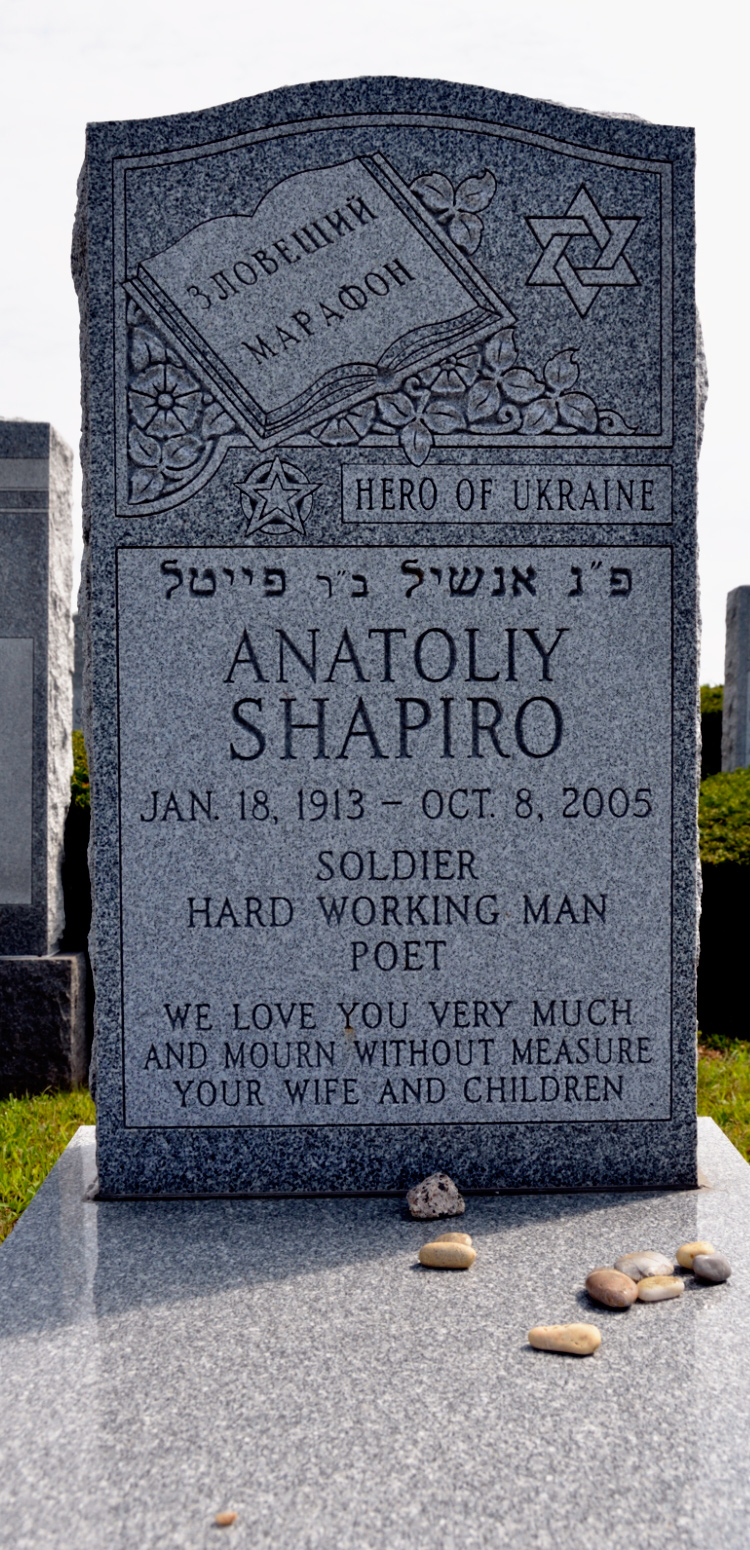
Пам'ятник на могилі Анатолія Шапіро